# Horace Annesley Vachell

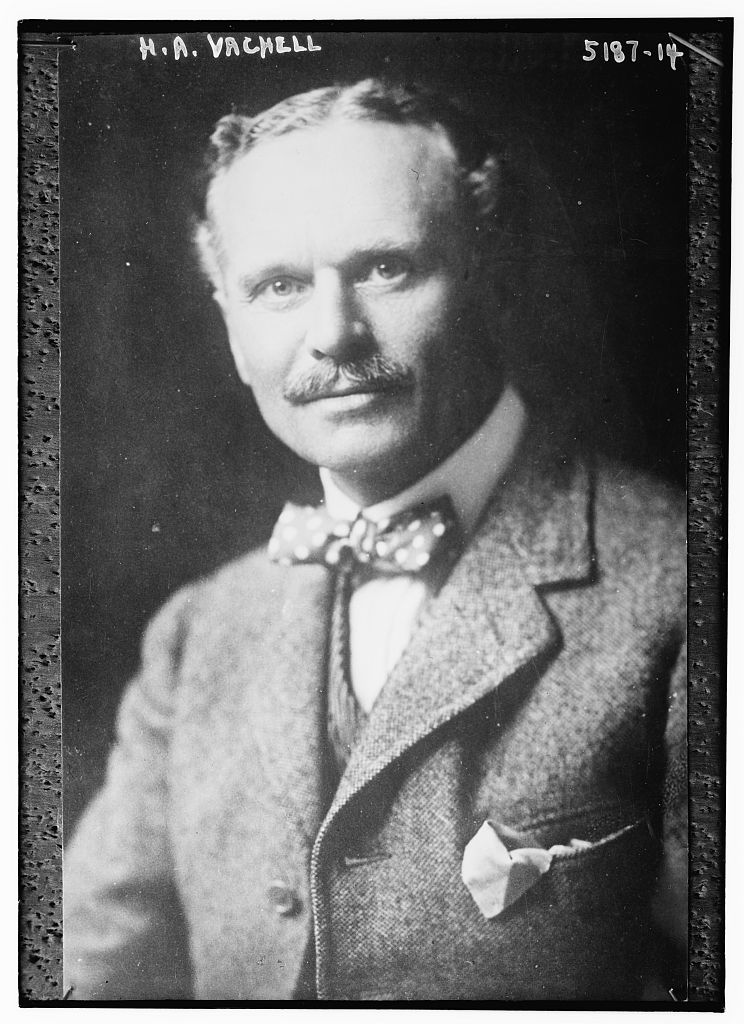
Horace Annesley Vachell cirka 1920

Horace Annesley Vachell, född den 30 oktober 1861 i Sydenham i Kent, död den 10 januari 1955 i Somerset, var en engelsk författare.
Vachell blev 1881 löjtnant, men ägnade sig småningom uteslutande åt litteraturen och offentliggjorde ett 40-tal romaner och teaterpjäser, bland annat The Hill (1905), Her son (1907; svensk översättning "Hennes son", 1920), John Verney (1911; svensk översättning 1923), Quinneys (1914; svensk översättning "Familjen Quinney", 1917), Fishpingle (1917; svensk översättning 1922) och The soul of Susam Yellam (1918; svensk översättning "Susan Yellams prövningar", 1922). Vachell var en underhållande realist. Han var ledamot av Royal Society of Literature.